# Église spiritualiste

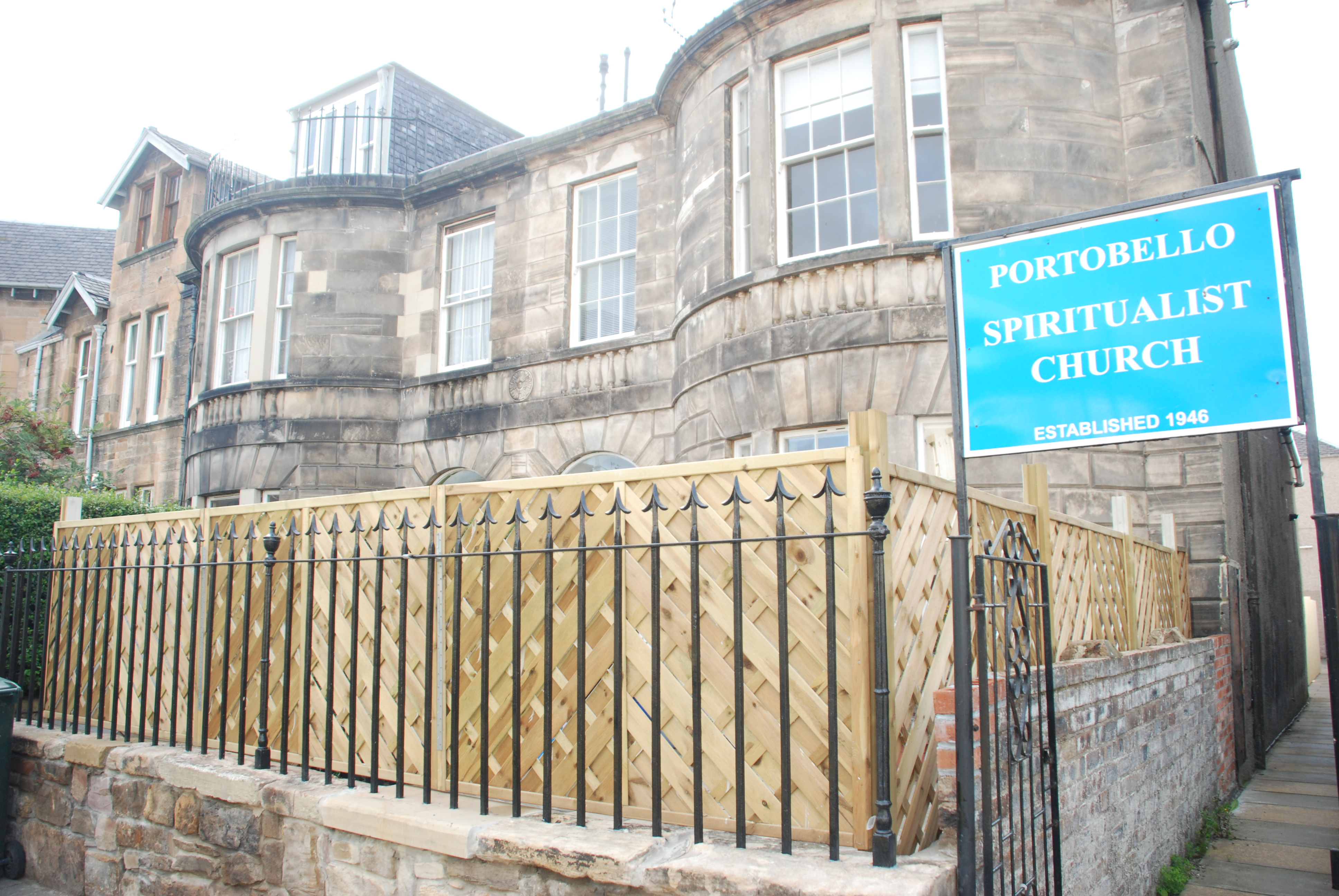
Entrée d’une Église spiritualiste en Écosse.

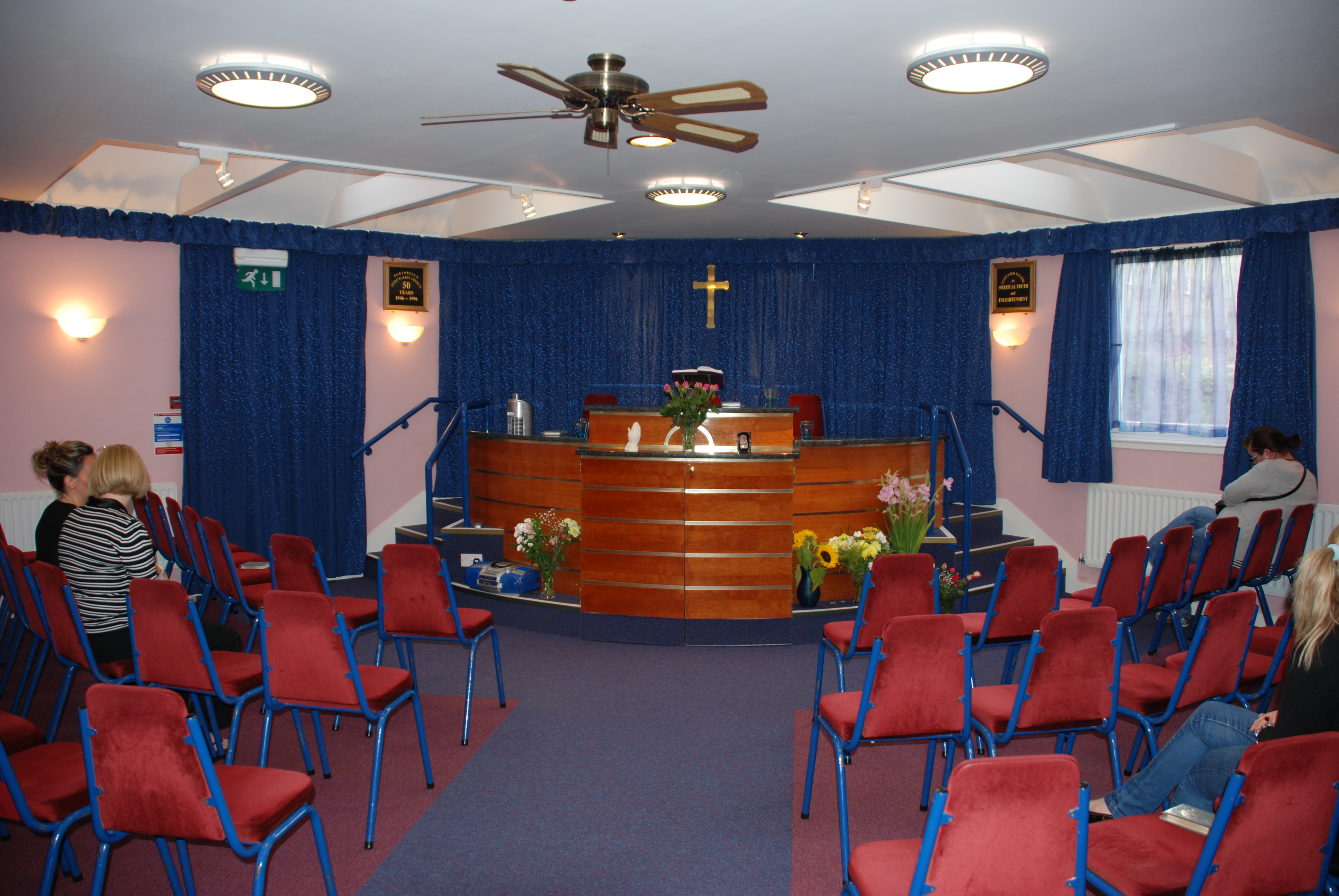
Intérieur d’une Église spiritualiste en Écosse. Le médium officie au centre durant les cultes.

L’Église Spiritualiste est issue du mouvement spiritualiste anglo-saxon qui débuta dans les années 1840 aux États-Unis. Bien que les Églises Spiritualistes existent dans le monde entier, on les rencontre essentiellement dans les pays de langue anglaise. En Amérique du Nord, la plupart de ces Églises sont affiliées à la « National Spiritualist Association of Churches », alors qu’au Royaume-Uni elles sont rattachées à la « Spiritualists’National Union ». Par ailleurs, divers courants similaires indépendants situés en Afrique ou sur le continent américain revendiquent également la dénomination d’Église Spiritualiste. 

## Histoire
Le renouveau de la médiumnité est généralement attribuée aux Sœurs Fox qui vivaient à Hydesville dans l’État de New York en 1848. Cependant, certains adeptes font remonter la naissance du spiritualisme moderne aux Shakers et aux groupements religieux équivalents. Dès 1853, le mouvement s’étendit jusqu’à San Francisco et Londres, puis dans le monde entier à partir de 1860. La famille Fox demeura très active dans le Spiritualisme pendant de nombreuses années. Parmi les autres spiritualistes éminents, il y avait Mercy Cadwallader qui devient l’ambassadrice du mouvement et Emma Hardinge Britten qui rédigea plusieurs livres sur la médiumnité et son rôle dans la culture populaire religieuse américaine.
En 1853, la première Église Spiritualiste fut établie en Angleterre par David Richmond à Keighley, dans le Yorkshire. En 1855, le premier journal spiritualiste britannique, The Yorkshire Spiritual Telegraph, était publié. Les années 1870 virent se multiplier les églises et les sociétés spiritualistes aux États-Unis et en Grande-Bretagne. À cette époque, peu d’efforts visaient à coordonner l’activité des médiums au niveau national, bien que quelques régions britanniques parvenaient à fédérer une trentaine de cercles qui partageaient les mêmes croyances. C’est en 1891 que la NSF (National Federation of Spiritualists) vit le jour et se développa jusqu’à devenir la SNU (Spiritualists’National Union) en 1902. Les spiritualistes britanniques affichaient alors leurs opinions pour l’abolition de la peine de mort, pour une politique sociale et étaient souvent végétariens. Quelques-uns s’engagèrent pour les droits des femmes et une petite minorité vivait en union libre avec leur conjoint. Durant l’époque victorienne, les spiritualistes passaient ainsi pour des anti-conservateurs.
Two Worlds devint le principal magazine spiritualiste britannique et bénéficia d’une large diffusion tout en faisant connaître le travail des associations locales. Les réunions médiumniques et les séances de table tournante déclenchèrent un engouement populaire qui atteignit même Buckingham Palace.
Daniel Dunglas Home, un des plus grands médium, utilisa sa célébrité pour diffuser le spiritualisme dans toutes les classes sociales. Il est évident qu’au même moment de nombreux faux médiums sévissaient. Ces charlatans étaient pourchassés par les spiritualistes et par les membres de la Society for Psychical Research, fondée en 1882.
En 1924, 309 Églises étaient affiliées à la SNU ou à une autre fédération équivalente. Un nouveau magazine : Psychic News rejoignit Two Worlds chez les marchands de journaux. Le spiritualisme américain continua à exister mais sous une forme plus individualiste et déstructurée que celle de son pendant britannique. Une école spécialisée, le British College of Psychic Studies, ouvrit ses portes à Londres de 1920 à 1947, sous la direction de Madame et Monsieur Mackenzie. Une autre école, le Collège Arthur Findlay, connu davantage de succès et continue son enseignement encore aujourd’hui.
En 1957, l’Église Spiritualiste de Grande-Bretagne se scinda en deux, avec d’un côté la Spiritualists’ National Union influencée par Arthur Findlay et de l’autre les adeptes d’un Spiritualisme chrétien. Les premiers se considéraient les membres d’une religion indépendante, les seconds se situaient dans une branche du Christianisme. Ce schisme majeur entraîna les deux groupes vers des croyances théologiques très différentes. Le groupe le plus important reste celui des Églises Spiritualistes affiliées à la Spiritualists’ National Union (S.N.U.), qui fédère également des Églises installées dans d’autres pays de langue anglaise. Il existe des Églises spiritualistes en Australie, en Nouvelle-Zélande, au Canada, en Afrique du Sud, ainsi que quelques groupes au Japon, dans les pays scandinaves, en Corée, en Italie, en Allemagne, en Autriche, en Hongrie, aux Pays-Bas, en Belgique, en Espagne, au Portugal et en Islande La plupart de ces groupes, ainsi que des individus, sont membres de la Fédération Spiritualiste Internationale (International Spiritualist Federation) qui fut fondée en Belgique en 1923 et qui chapeaute l’ensemble. Ils tiennent des congrès tous les deux ans dans différents endroits du monde.

De leur côté, les spiritualistes chrétiens sont majoritairement rattachés à la Greater World Christian Spiritualist Association. L’ensemble des spiritualistes organisent un congrès mondial tous les deux ans. L’Angleterre compte également quelques associations typique telles que la The White Eagle Lodge, fondée par la médium Grace Cooke, l’Institute of Spiritualist Mediums et la Noah’s Ark Society.
Les églises spiritualistes afro-américaines participent également au mouvement spiritualiste sous diverses dénominations comme l’African Cultural Nationalist Universal Hagar’s Spiritual Church, l’Église Pentecôtiste Protestante Pentecostal Spiritual Assemblies of Christ - International, l’Église Spiritualiste du Christ Metropolitan Spiritual Churches of Christ, et quelques Églises de La Nouvelle-Orléans plus ancrées dans le catholicisme.
La plupart de ces Églises mettent en œuvre la théologie spiritualiste, avec notamment l’appel à des « Esprits-guides » durant le service, tout en affichant une iconographie catholique ou protestante.

## Les styles de cultes
Les églises spiritualistes sont les lieux de culte des adeptes du Spiritualisme. La célébration spiritualiste est généralement menée par un médium. La célébration commence par une prière, puis un discours, des chants et se termine par une démonstration de médiumnité. Le ou les médiums tentent de contacter les esprits des défunts, cette partie est appelée « l’ouverture » (opening up). En Grande-Bretagne, cette catégorie de médium suivent une formation pour être capables d’identifier clairement les esprits qui se manifestent avant de transmettre des messages de leur part. Cette identification passe par la collecte de détails concernant la vie des esprits avant leur mort, comme leur adresse, leur état de santé ou les événements marquants de leur existence passée. Ces détails intimes doivent être confirmés par des membres de la famille présent dans l’assemblée et qui sont les destinataires du message. Les meilleurs médiums sont capables d’obtenir des informations très précises uniquement connues par l’esprit qui se manifeste ou par ses proches.

Les spiritualistes croient que nous mourrons tous physiquement mais que la personnalité individuelle survit et continue à exister dans un plan spirituel. Les spiritualistes utilisent le mot « Esprits » pour désigner toutes les personnes et les entités qui sont passées dans le monde spirituel. Le rôle du médium consiste à apporter des preuves de la survie d’un être humain en décrivant cette personne à ses proches encore en vie. La pertinence des informations qui concernent la personne décédée encourage l’assistance à admettre que le médium est bien en contact avec l’Au-delà. Ce moment du culte est appelé la « preuve de la survie » (survival evidence).
Les soins spiritualistes sont un aspect de la médiumnité qui est supposée diriger une énergie bienfaisante, venant du monde spirituel, vers un malade. Le médium guérisseur appose ses mains sur les parties du corps endommagées ou affaiblies. Il arrive que des malades déclarent avoir été guéri.
Les églises spiritualistes revendiquent des adeptes célèbres. Ainsi, au XXe siècle, l’un des principaux avocats du Spiritualisme fut l’écrivain britannique Arthur Findlay. Findlay était un magistrat et un homme d’affaires qui transforma sa villa en un centre spiritualiste. Aujourd’hui ce centre existe toujours à Stansted, en Angleterre, et est devenu un collège pour médiums dirigé par la S.N.U.
Les médiums sont formés en participant régulièrement à des « cercles de développement » (development circles) auxquels se joignent des étudiants dans ce domaine. La méditation y joue un rôle important car elle est censée faire taire les préoccupations de la vie moderne et ouvrir l’oreille du médium aux conseils de son guide spirituel. Cette méthode inclut souvent des exercices respiratoires venant du Bouddhisme. En effet, de nombreux spiritualistes s’inspirent des différentes traditions religieuses. Ils étudient essentiellement le christianisme, mais aussi le Soufisme, la Kabbale, l’Hindouisme et le Bouddhisme. Certains croient simplement en un Créateur universel, sans adhérer à une religion en particulier.
Les Églises afro-américaines organisent des cultes plus inspirés par le Baptisme et le Pentecôtisme. Les Églises qui se fondent sur l’enseignement de Leafy Anderson se distinguent par un culte spécial qui honore l’esprit du chef de guerre indien Black Hawk qui vivait dans le Wisconsin (l‘état américain dans lequel Anderson est né).

## Déclaration des principes
En 1899, une « Déclaration des principes » en six articles fut adoptée par la majorité des groupes spiritualistes. Par la suite, trois articles furent ajoutés. Cette déclaration n’est pas soutenue par l’intégralité du mouvement spiritualiste, mais sa base historique et le consensus qui l’entoure résume le Spiritualisme moderne. Elle est détaillée ci dessous. L’influence de l’Unitarisme est évidente dans la définition de Dieu, dans le premier article.
- l. Nous croyons en une Intelligence Infinie.
- 2. Nous croyons que les phénomènes de la Nature, qui soient matériels ou spirituels, sont l’expression de l’Intelligence Infinie.
- 3. Nous affirmons qu’une compréhension correcte de cette expression et qu’un mode de vie en conformité avec cette compréhension constituent la véritable religion.
- 4. Nous affirmons que la vie et les traits caractéristiques de chaque individu se perpétuent après le changement d’état appelé « mort ».
- 5. Nous affirmons que la communication avec ceux que l’on appelle les morts est un fait établi et prouvé par les phénomènes du Spiritualisme.
- 6. Nous croyons que le plus grand principe moral est contenu dans cette règle d’or : « Ce que tu voudrais que l’on fasse pour toi, accomplis-le pour les autres. » (Les points 1 à 6 furent adoptés à Chicago, Illinois en 1899. Le point 6 fut modifié à Ronkonkorma, New York, en 2004.)
- 7. Nous affirmons que chacun possède une responsabilité morale et que chacun est l’artisan de son propre bonheur ou de son malheur selon qu’il respecte ou non les lois matérielles et les lois spirituelles de la Nature.
- 8. Nous affirmons que chaque âme peut toujours progresser, que ce soit dans ce monde ou dans l’autre. (Les points 7 et 8 furent adoptés à Rochester, New York, en 1909 et modifiés à Rochester, New York, en 2001.)
- 9. Nous affirmons que le don de prophétie et le don de soigner sont des manifestations du divin prouvées par la médiumnité. (Le point 9 fut adopté à Saint-Louis, Missouri, en 1944, puis modifié à Oklahoma City en 1983 et à Westfield, New Jersey en 1998.)

### Sources
- Cet article est une traduction de l’article anglais correspondant.